# Ézy-sur-Eure
Ézy-sur-Eure är en kommun i departementet Eure i regionen Normandie i norra Frankrike. Kommunen ligger i kantonen Saint-André-de-l'Eure som tillhör arrondissementet Évreux. År 2022 hade Ézy-sur-Eure 3 653 invånare.

## Befolkningsutveckling
Antalet invånare i kommunen Ézy-sur-Eure
Referens:INSEE